# Ostrý Grúň
Ostrý Grúň és un poble i municipi d'Eslovàquia que es troba a la regió de Banská Bystrica. El 2022 tenia 545 habitants.

## Demografia
| Godina             | 1994 | 2004 | 2014    | 2024    |
| ------------------ | ---- | ---- | ------- | ------- |
| Nombre de persones | 590  | 590  | 483     | 546     |
| Diferència         |      | +0%  | −18,13% | +13,04% |

| Godina             | 2023 | 2024   |
| ------------------ | ---- | ------ |
| Nombre de persones | 545  | 546    |
| Diferència         |      | +0,18% |